# Catachlorops balachowskyi
Catachlorops balachowskyi är en tvåvingeart som beskrevs av David Fairchild 1970. Catachlorops balachowskyi ingår i släktet Catachlorops och familjen bromsar.
Artens utbredningsområde är Franska Guyana. Inga underarter finns listade i Catalogue of Life.